# Ronde van Spanje 1945
| Eindklassement      |                      |              |
| Algemeen klassement | Delio Rodríguez      | 135h 43'55"  |
| Tweede              | Julián Berrendero    | + 30' 08"    |
| Derde               | Juan Gimeno          | + 37' 18"    |
| Vierde              | Miguel Gual          | + 49' 53"    |
| Vijfde              | Antonio Martín       | + 1h 09' 01" |
| Zesde               | Joao Rebelo          | + 1h 09' 09" |
| Zevende             | Diego Cháfer         | + 1h 12' 41" |
| Achtste             | Bernardo Capó        | + 1h 17' 20" |
| Negende             | Alejandro Fombellida | + 1h 18' 18" |
| Tiende              | Pedro Font           | + 1h 20' 21" |
| Puntenklassement    | Delio Rodríguez      | 2347 punten  |
| Tweede              | Joao Rebelo          | 2021 punten  |
| Derde               | Julián Berrendero    | 1967 punten  |
| Bergklassement      | Julián Berrendero    | 45 punten    |
| Tweede              | Joao Rebelo          | 44 punten    |
| Derde               | Pedro Font           | 28 punten    |

De 5e editie van de Ronde van Spanje werd verreden in 1945 en duurde van 10 mei tot en met 31 mei. Het parcours liep van Madrid naar Madrid over 19 etappes en de eindoverwinning ging naar Delio Rodríguez.

## Statistieken
- Aantal ritten: 19
- Totale afstand: 3.803 km
- Gemiddelde snelheid: 28,018 km/h
- Aantal deelnemers: 52
- Aantal uitvallers: 26

## Verloop
Na een onderbreking van twee jaar wegens de Tweede Wereldoorlog en de zware economische omstandigheden in Spanje, verzorgde de krant Ya weer een editie van de Vuelta, de organisatie overnemend van Información. De leider van het algemeen klassement werd in het peloton onderscheiden door middel van een rode trui, ter vervanging van de oranje trui uit de vorige editie. 
Van de 52 renners waren er 43 Spanjaard en 9 Portugees. Bijna alleen lokale favorieten traden dus aan, waaronder Delio Rodríguez, Diego Cháfer, Dalmacio Langarica, Julián Berrendero, Fermín Trueba en Juan Gemino. 
Delio Rodríguez echter, toch een sprinter, besliste de ronde al in de tweede etappe door een ontsnapping in de regen op touw te zetten samen met Joao Rebelo, Joaquín Olmos, Antonio Montes en Joaquín Bailon. Rodríguez en Bailon ontsnapten uit de kopgroep op de Col de Bejar en wisten hun voorsprong tot meer dan 35 minuten uit te bouwen. Rodríguez zou uiteindelijk Bailon alleen achterlaten en solo aan de meet arriveren. Delio Rodríguez had nu een comfortabele voorsprong in het algemeen klassement en voor de overige renners bleef alleen het bergklassement nog over. Julián Berrendero hield in Madrid ten slotte één punt over op de Portugees Joao Rebelo.
In de eindrangschikking had Delio Rodríguez 30 minuten voorsprong op nummer twee, en meer dan een uur op de nummer vijf. Daarnaast pakte Rodriguez zes etappezeges, een lager aantal dan in vorige edities, maar dat werd uiteraard volledig overtroffen door zijn eindzege. Ten slotte was ook het eerste puntenklassement een prooi voor de Galiciër.

## Belgische en Nederlandse prestaties
In totaal namen er 0 Belgen en 0 Nederlanders deel aan de Vuelta van 1945.

### Belgische etappezeges
In 1945 was er geen Belgische etappezege.

### Nederlandse etappezeges
In 1945 was er geen Nederlandse etappezege.

## Etappe-overzicht
| Etappe | Datum  | Van - naar             | Km                | Etappewinnaar     | Klassementsleider |
| ------ | ------ | ---------------------- | ----------------- | ----------------- | ----------------- |
| 1      | 10 mei | Madrid-Salamanca       | 212               | Julián Berrendero | Julián Berrendero |
| 2      | mei    | Salamanca-Cáceres      | 214               | Delio Rodríguez   | Delio Rodríguez   |
| 3      | mei    | Cáceres-Badajoz        | 132               | Miguel Gual       | Delio Rodríguez   |
| 4      | mei    | Badajoz-Almendralejo   | 57 (ind. tijdrit) | Juan Gimeno       | Delio Rodríguez   |
| 5      | mei    | Almendralejo-Sevilla   | 171               | Vicente Miró      | Delio Rodríguez   |
| 6      | mei    | Sevilla-Granada        | 251               | Antonio Montes    | Delio Rodríguez   |
| 7      | mei    | Granada-Murcia         | 285               | Joaquín Olmos     | Delio Rodríguez   |
| 8      | mei    | Murcia-Valencia        | 244               | Delio Rodríguez   | Delio Rodríguez   |
| 9      | mei    | Valencia-Tortosa       | 188               | Delio Rodríguez   | Delio Rodríguez   |
| 10     | mei    | Tortosa-Barcelona      | 288               | Miguel Gual       | Delio Rodríguez   |
| 11     | mei    | Barcelona-Zaragoza     | 306               | Miguel Gual       | Delio Rodríguez   |
| 12     | mei    | Zaragoza-San Sebastian | 276               | José Gutiérrez    | Delio Rodríguez   |
| 13     | mei    | San Sebastian-Bilbao   | 207               | Joao Rebelo       | Delio Rodríguez   |
| 14     | mei    | Bilbao-Santander       | 188               | Delio Rodríguez   | Delio Rodríguez   |
| 15     | mei    | Santander-Reinosa      | 110               | Joao Rebelo       | Delio Rodríguez   |
| 16     | mei    | Reinosa-Gijón          | 200               | Delio Rodríguez   | Delio Rodríguez   |
| 17     | mei    | Gijón-León             | 172               | Julián Berrendero | Delio Rodríguez   |
| 18     | mei    | León-Valladolid        | 132               | Delio Rodríguez   | Delio Rodríguez   |
| 19     | 31 mei | Valladolid-Madrid      | 185               | Joaquín Olmos     | Delio Rodríguez   |